# Devónico Inferior
| Era Eratema | Periodo Sistema | Época Serie       | Edad Piso                | Inicio, en millones de años |
| ----------- | --------------- | ----------------- | ------------------------ | --------------------------- |
| Paleozoico  | Pérmico         | Pérmico           | Pérmico                  | 298,9±0,15                  |
| Paleozoico  | Carbonífero     | Carbonífero       | Carbonífero              | 358,86±0,19                 |
| Paleozoico  | Devónico        | Superior/Tardío   | Fameniense Famenniano    | 372,15±0,46                 |
| Paleozoico  | Devónico        | Superior/Tardío   | Frasniense Frasniano     | 382,31±1,36                 |
| Paleozoico  | Devónico        | Medio             | Givetiense Givetiano     | 387,95±1,04                 |
| Paleozoico  | Devónico        | Medio             | Eifeliense Eifeliano     | 393,47±0,99                 |
| Paleozoico  | Devónico        | Inferior/Temprano | Emsiense Emsiano         | 410,62±1,95                 |
| Paleozoico  | Devónico        | Inferior/Temprano | Pragiense Pragiano       | 413,02±1,91                 |
| Paleozoico  | Devónico        | Inferior/Temprano | Lochkoviense Lochkoviano | 419,62±1,36                 |
| Paleozoico  | Silúrico        | Silúrico          | Silúrico                 | 443,1±0,9                   |
| Paleozoico  | Ordovícico      | Ordovícico        | Ordovícico               | 486,8 ±1,5                  |
| Paleozoico  | Cámbrico        | Cámbrico          | Cámbrico                 | 538,8±0,6                   |

El Devónico Inferior es la primera serie del Devónico en la escala temporal geológica. Se denomina Devónico Temprano cuando se refiere a la época correspondiente. Sucede al Prídoli (última serie del Silúrico) y precede al Devónico Medio. Comienza hace unos 419 millones de años y finaliza hace unos 393 millones de años.

## Subdivisiones
El Devónico Inferior se divide en tres pisos y edades. Del más moderno al más antiguo:
- Emsiense
- Pragiense
- Lochkoviense